# Muhammad Yūsuf Kandhalawī
Muhammad Yūsuf Kandhalawī (geboren 20. März 1917 in Kandhala; gestorben 2. April 1965) war indischer islamischer Gelehrter und von 1943 bis 1965 Amir (Führer) der Tablighi Jamaat.
Muhammad Yūsuf Kandhalawī war der Sohn des Gründers der islamischen Missionsbewegung Tablighi Jamaat, Muhammad Ilyas Kandhalawi. Er wurde grundlegend in Delhi ausgebildet, lernte später an der Mazahir al'ulum in Saharanpur vor allem Hadithwissenschaften u. a. auch bei seinem Vetter Muhammad Zakarīyā al-Kāndahlawī, welcher der führende Kopf hinter der religiösen Programmatik der Tablighi Jammat war. Im Jahre 1938 begab er sich mit seinem Vater auf Pilgerfahrt und wurde ab dieser Zeit in die Tablighi Jammat eingebunden. Nach dem Tod seines Vaters wurde er im Jahre 1943 zum neuen Amir der Tablighi Jammat. Jan-Peter Hartung nennt zwei Charakteristika seiner Amtszeit: 1. wurde die Tablighi in ihrer Organisationsstruktur normiert und 2. wurde die Tablighi nach 1947 zunehmend transnational orientiert zu einer Massenbewegung. Er verstarb früh und unerwartet während einer Reise für die Tablighi nach Lahore im Jahre 1965. Er wurde in Delhi neben seinem Vater beerdigt.